# San Fele
San Fele (AFI: /san ˈfɛle/) è un comune italiano di 2 522 abitanti della provincia di Potenza in Basilicata.
Storicamente proviene dal feudo corrispondente alla Valle di Vitalba, insieme a Rionero in Vulture, Monticchio (Basilicata), Sant'Andrea, Montemarcone (Avigliano), Montesirico, Rapone.
Il suo nome in origine fu Santo Felice; le forme Santo Fele e San Fele (quella ufficiale) derivano anch'esse dal latino Felix, Felicis, ma nella forma del nominativo (Felix). San Fele è un comune prettamente rurale, noto per la presenza nel suo territorio del santuario di Santa Maria di Pierno.

## Geografia fisica
È situato nella parte nord-occidentale della Basilicata, a 872 m s.l.m., arroccato tra il Monte Castello e il Monte Torretta. Fa parte della Comunità Montana del Vulture.

### Sismologia
In base alla classificazione sismica del territorio italiano effettuata dal Dipartimento della Protezione Civile presso la Presidenza del Consiglio dei Ministri, il Comune di San Fele si trova in zona 1, cioè la zona che presenta un rischio sismologico molto alto, nella quale possono verificarsi fortissimi terremoti.

## Storia
(Attestato degli anni 1150-1168, dal Catalogo dei Baroni)
In epoca antica, il territorio di San Fele fu abitato dagli Ausoni, che lasciarono diverse testimonianze nel circondario del comune. Il nucleo della città ebbe origine nel 969 d.C., con l'edificazione di un castello fortezza, voluto da Ottone I di Sassonia per avvistare e fronteggiare eventuali assedi da parte dei Bizantini e, circa un secolo dopo, iniziarono a sorgere intorno al presidio i primi centri abitati.
Il quartiere sviluppatosi lungo le pendici del Monte Castello è stato rinominato "Rione Costa".

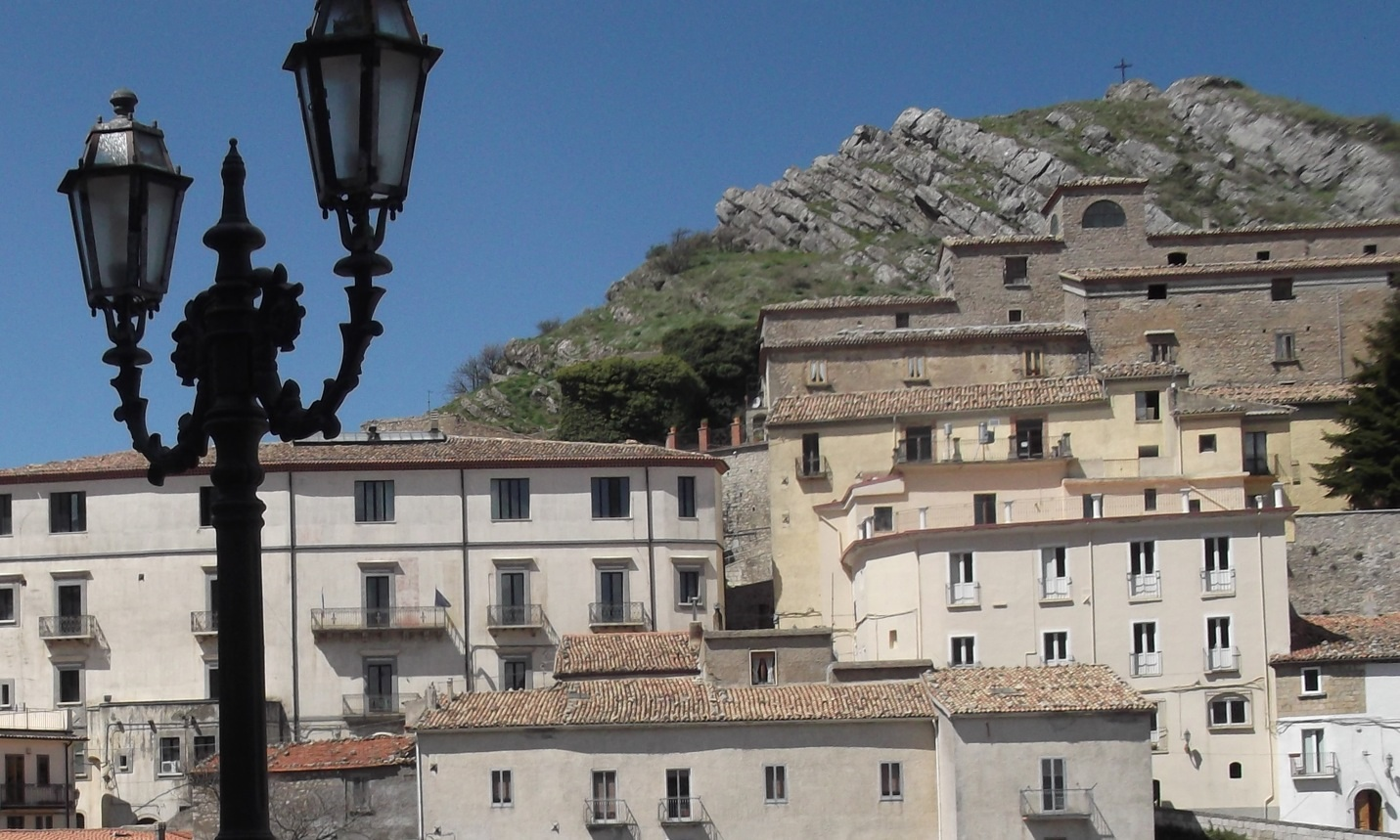
San Fele, quartiere Costa

Il castello fortezza era "di forma bislonga e fabricato a guisa di un vascello [...] Federico II lo strinse anchora, e per renderlo del tutto inespugnabile, e lo fiancheggiò di alcune mezze lune e torrioni"; questo è quanto riportato nella relazione di Ardoini del 1674, ma al tempo in cui scriveva era "quasi distrutto e con la sola prospettiva di mura".
Nel 1036, alcuni ribelli milanesi che osteggiavano l'arcivescovo di Milano furono confinati a San Fele e, liberati da Corrado II, rimasero ivi a causa dell'epidemia che colpì Milano. Gli esuli milanesi si imparentarono con le popolazioni della vicina valle di Vitalba, formando le prime famiglie della città. Per porre fine allo scontro tra normanni e papato, San Fele ospitò Ruggero II e il papa Onorio II, ove iniziarono a stipulare i primi accordi di pace. Sotto la dominazione angioina, la città fu affidata ai feudatari Giovanni Gaulard, Drogone di Beaumont, Guglielmo di Melun.
Dal 1432 il feudo di San Fele fu amministrato da Troiano Caracciolo, duca di Melfi, e dai suoi discendenti fino al 1613, quando subentrò la famiglia Doria, che mantenne la proprietà fino al 1811. Nel frattempo il terribile terremoto del 1456 aveva sconvolto San Fele, danneggiando la chiesa di Pierno.
Nel 1799 la popolazione innalzò l'Albero della libertà. L'euforia per la nuova era, la Repubblica Napoletana (1799), svanì presto e molti furono giustiziati.
All'indomani dell'unità d'Italia, tutta la zona fu coinvolta nel brigantaggio e numerosi briganti come Giovanni Fortunato, detto "Coppa", Vito Di Gianni, detto "Totaro" e Francesco Fasanella, detto "Tinna", si distinsero come luogotenenti del capomassa Carmine Crocco.
Come tutti i paesi del Mezzogiorno, San Fele ha subito una forte emigrazione, che si può suddividere in due fasi:
- dalla seconda metà del XIX secolo al primo dopoguerra: in questa circostanza le mete erano oltre oceano, ossia l'America (in particolare Brasile, Argentina, Stati Uniti e Canada);
- dal secondo dopoguerra fino al giorno d'oggi: nei primi decenni, cioè quelli del boom economico, le famiglie si trasferirono soprattutto verso Svizzera (in particolare nei dintorni di Lucerna e Zurigo) Germania, Belgio e nord Italia (in particolare Piemonte, Lombardia e Toscana).

Tuttavia, ulteriori motivazioni che spinsero molti cittadini di San Fele ad abbandonare la propria terra e che presentavano carattere prettamente locale, generarono da due eventi geofisici di particolare gravità:
- le frane del 1968[8], che colpirono la parte nord orientale del paese spazzando via un cospicuo nucleo di case abitate;
- il terremoto dell'Irpinia del 1980, che lasciò senzatetto 634 persone, ovvero circa il 10% della popolazione[9];

Rilevante la presenza di Sanfelesi in Australia ed in particolare nella città di Sydney ove si contano ormai più persone (oltre 3000) rispetto al paese di origine.
L'emigrazione degli ultimi anni è costituita da giovani che raggiungono le più importanti città italiane (in particolare Torino, Milano, Firenze, e Roma).

### Simboli
Questa è la descrizione araldica dello stemma:
Il gonfalone è un drappo di giallo.

## Monumenti e luoghi d'interesse

### Architetture militari

#### Ruderi del castello fortezza
Costruito da Ottone I di Sassonia nel X secolo, in epoca sveva divenne luogo di temporanea prigionia di Enrico VII di Hohenstaufen, figlio di Federico II. Un altro figlio dell'imperatore, Enrico Carlotto, venne confinato nel castello - fortezza per mano del fratello Corrado IV, nuovo regnante, il quale, secondo alcune fonti, nel 1253 diede ordine al castellano Giovanni Moro di provvedere alla sua uccisione.
Sotto la dominazione angioina, la città fu affidata ai feudatari Giovanni Gaulard, Drogone di Beaumont, Guglielmo di Melun. È ricordato per essere stato anche il luogo della prigionia di Giovanna I di Napoli. Carlo d'Angiò fece ristrutturare ed ampliare il castello nel 1270.

### Architetture civili

Pal. Frascella

#### Palazzo Frascella
È un'imponente architettura posta sotto il Monte Castello e si caratterizza per il riuso di materiali da costruzione crollati dopo i terremoti; in particolare qui sono stati usati conci di pietra provenienti dalla fortezza di Ottone I di Sassonia. Una torre in stile normanno incorporata nel palazzo non è altro che ciò che restò in piedi dell'antica chiesa di San Sebastiano, il patrono della città, dopo il terremoto del 1456.

#### Palazzo Stia
Fu la casa del generale dell'esercito italiano postunitario Francesco Stia, chiamato a fermare il fenomeno del brigantaggio.

#### Palazzo Faggella
Uno tra gli edifici principali della città, edificato nel XVII secolo, appartenuto al casato Faggella, che ha generato personaggi famosi in vari campi. Oggi è sede del Comune.

#### Casa di confino di Manlio Rossi-Doria
In pieno centro storico si trova la casa in cui fu confinato dalla dittatura fascista Manlio Rossi-Doria. Per ricordarne il soggiorno, dal giugno al dicembre 1940, il Comune di San Fele ha posto una targa dinanzi all'ingresso dell'edificio.

#### Ruderi della Gualchiera di San Fele
La Gualchiera di San Fele, adibita alla follatura della lana, era situata nei pressi delle Cascate di San Fele. Seppure allo stato di rudere è stata riconosciuta nel settembre 2014, con apposito decreto della Soprintendenza ai Beni Culturali di Basilicata, come bene culturale di interesse storico, ambientale ed etnoantropologico, in quanto significativo esempio di tipologia architettonica rurale testimonianza dell'economia tradizionale del territorio di San Fele, legata alla storia e all'identità stessa delle popolazioni locali.

### Architetture religiose

#### Chiesa di Santa Maria della Quercia
Costruita nel 1514, la Chiesa Madre si trova ai piedi del Monte Castello, nella zona più alta della città. L'impianto principale a tre navate, a croce greca, risale al XVI secolo, mentre la cupola è del XVIII secolo. È stata costruita riutilizzando materiale residuo di crolli del castello e delle mura. All'interno ci sono un antico crocifisso ligneo a grandezza d'uomo e una tela di ignoto autore del ‘600, ritrovata nel monastero di Sant'Antonio (sui cui resti venne costruito il cimitero cittadino) raffigurante Santa Rosa da Viterbo. Nella navata sinistra è stata posizionata un'urna contenente le reliquie di San Giustino de Jacobis; mentre all'esterno, sulla scalinata principale, sempre in onore del Santo, è stata eretta una Statua in memoria della sua canonizzazione, avvenuta nel 1975.
Con il terremoto del 1980 subì gravi lesioni verticali nella facciata, negli archi e nelle volte, con distacchi e crolli parziali intonaci e stucchi che hanno comportato la chiusura della chiesa al pubblico fino ai primi anni del 2000.

#### Badia di Santa Maria di Pierno

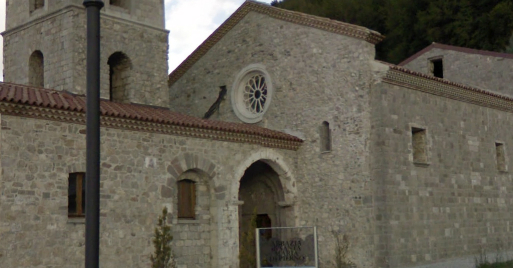
Santa Maria di Pierno

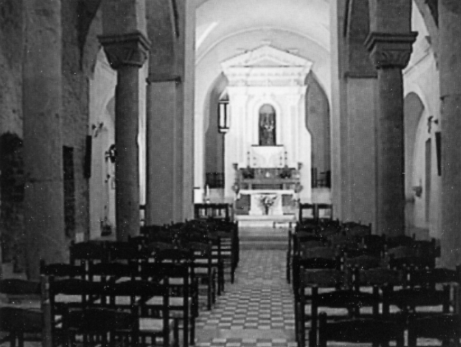
interno del santuario di Pierno

Il santuario della Madonna di Pierno, chiesa e resti di un antico monastero, si trova su un altopiano boschivo a circa dieci chilometri dalla città. San Guglielmo da Vercelli volle la costruzione del santuario Mariano. L'impianto dell'architetto Sarolo di Muro, risalente al XII secolo, è stato alterato nel tempo a causa di crolli e successivi rimaneggiamenti. L'ala ovest del monastero è ben conservata e utilizzata come abitazioni private. A monte della chiesa sono stati effettuati scavi archeologici che hanno riportato alla luce i resti dell'antica badia, costruita probabilmente sovrapponendosi a una minore ma analoga struttura di epoca prenormanna.

#### Casa natale di San Giustino de Jacobis
La casa in cui nacque San Giustino de Jacobis, il 9 ottobre 1800, si trova nel centro storico di San Fele. Recentemente restaurata, è meta di pellegrinaggi religiosi.

#### Chiesa dell'Annunziata
Nei pressi della casa natale di San Giustino De Jacobis, è situata la Chiesa dell’Annunziata lo spazio interno è diviso in due navate orizzontali separate da archi sostenuti da pilastri fino a concludersi con l’abside.

#### Chiesa di Santa Lucia
La chiesa viene fatta risalire al XVII secolo dalla data indicata dal bassorilievo centrale raffigurante una croce con la scritta: A.D. 1632.
L’interno della struttura ad una sola navata con altare in marmo è visitabile in occasione della festività di Santa Lucia e del giovedì santo.

#### Chiesa dell'Addolorata
Tra le più antiche del paese. È chiusa al pubblico a seguito del sisma del 1980.

### Aree naturali
- Bosco Santa Croce: si sviluppa attorno alla zona del santuario di Santa Maria di Pierno. È caratterizzato prevalentemente da castagneti, faggi e abetaie; è altresì habitat naturale della lepre, della volpe e del cinghiale.
- Bosco Monte dello Squadro: attrezzato per soste e visite, è abitato dalla stessa fauna del Bosco Santa Croce. È ricco di sorgenti di acqua naturale.

## Società

### Evoluzione demografica
| Anno     | 1656 | 1668 | 1732 | 1795 |
| Abitanti | 2795 | 2853 | 3200 | 5800 |

Abitanti censiti

### Etnie e minoranze straniere
Al 1º gennaio 2016 risultano residenti 72 stranieri.

### Religione
La maggioranza della popolazione è di religione cristiana di rito cattolico appartenenti alla Diocesi di Melfi-Rapolla-Venosa.
Feste religiose

statua di San Giustino portata in processione

- 20 gennaio: Festa del Patrono San Sebastiano
- 1ª domenica di maggio: Festa della Madonna di Pierno
- 30 luglio: Festa di San Giustino de Jacobis
- 15 agosto: Festa della Madonna di Pierno
- 8 settembre: Festa della Madonna di Pierno

## Cultura

### Cinema
San Fele è stata uno dei luoghi di ripresa per la miniserie televisiva Il generale dei briganti (2012) di Paolo Poeti.

### Cucina
La gastronomia sanfelese rientra per molti aspetti in quella regionale e la completa. Ecco alcune specialità.
Antipasti

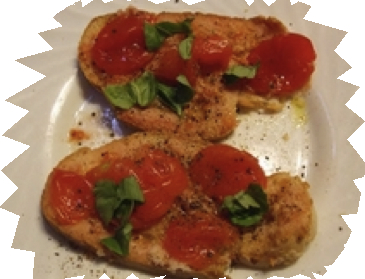
Acquasale

- Acquasalë fréddë (pane raffermo ammorbidito con acqua fredda e condito con pomodoro, cipolla, sale e origano)

Primi piatti
- Cavatiéddè, fusiddë e avrècchjëtèddè (pasta fatta in casa condita con la radice amara cren o rafano, “u rafënë” in dialetto)
- Laghënë e fasulë (piatto unico composto da tagliatelle fatte in casa e fagioli)
- Mëgliazze, pizzë dë grandinjë, farënatë (preparati a base di farina di mais)
- Trëhiddë cu a muddichë (pasta fatta in casa con aggiunta di mollica di pane)

Secondi piatti
- Cutturriéddë (bollito di carne di pecora o montone con verdure)
- Marrë (Involtino di interiora di agnello, capretto o maiale)
- Mugliulatiéddë (Involtini di trippa di agnello o capretto, con ripieno a base di carne)
- Suffrittë (soffritto di spezzatino di carne)

Dolci
- Cavëzone d' cicër e castagnë (dolce natalizio a base di ceci, cioccolato e castagne)
- Sangunuaccë (impasto di sangue di maiale con uva passa e cioccolata)
- Scarpèddë cu-r mustë cuòttë (pasta di pane fritta e condita con mosto rappreso sul fuoco)

### Eventi
Spiritualia

Soul's events

È un evento di mezz'estate organizzato dal Comune con il patrocinio della Regione che coniuga i temi della spiritualità (a San Fele stessa c'è il culto di San Giustino de Jacobis) ai linguaggi della contemporaneità nel campo delle lettere, dello spettacolo, dell'arte e della cultura.

## Economia

### Turismo

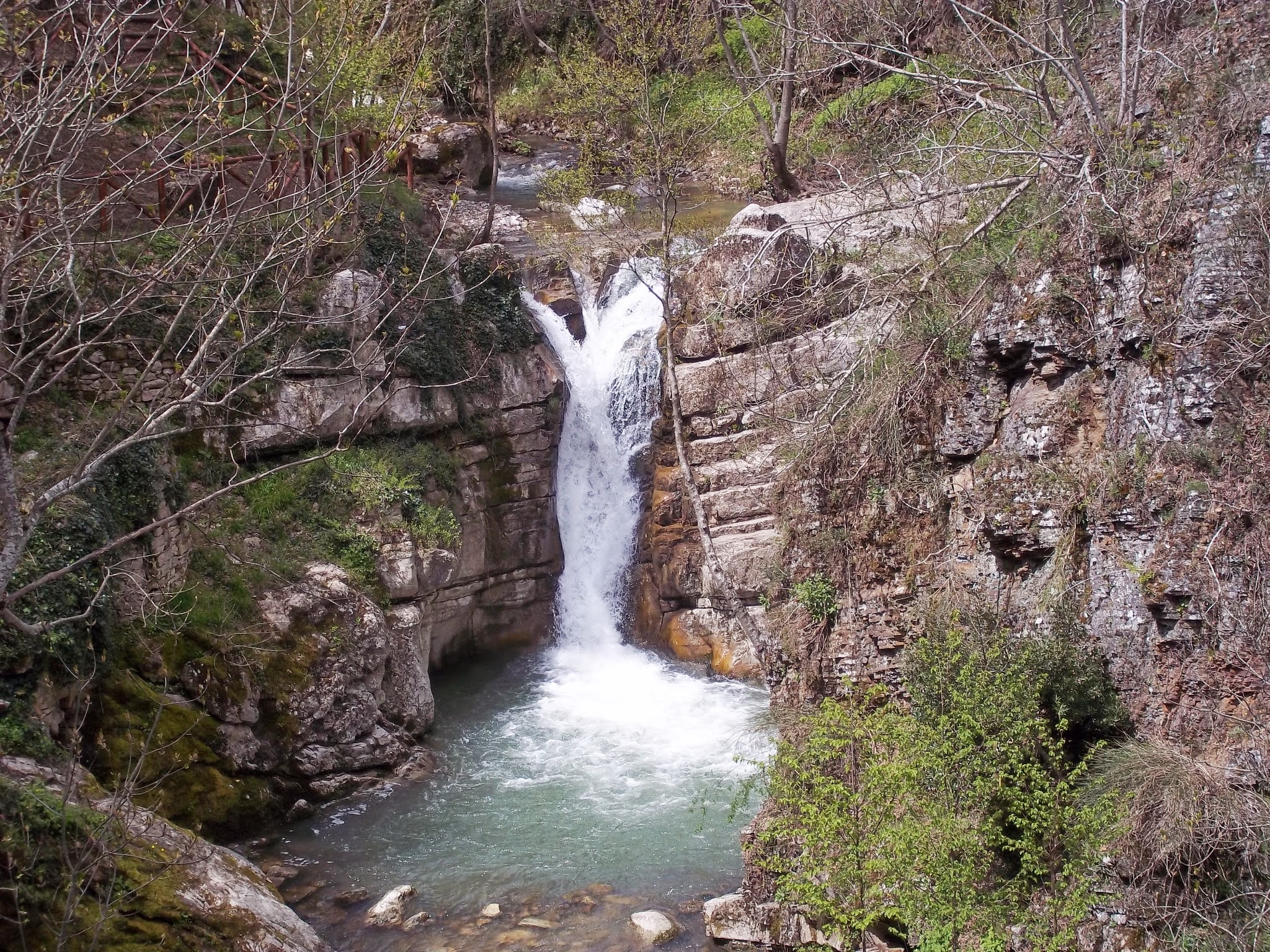
Cascata U Uattënniérë

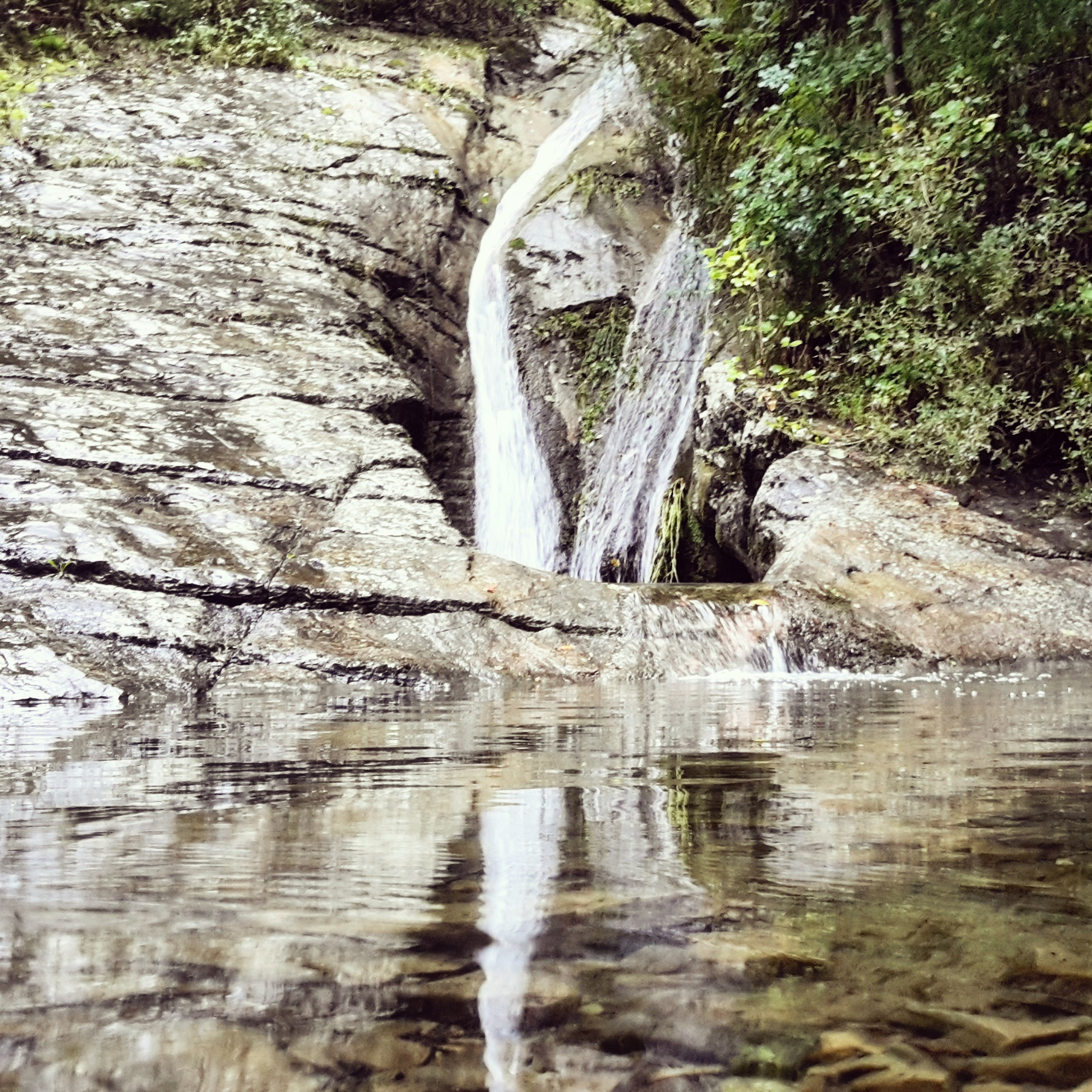
San Fele (PZ), U Paradisë

La vocazione turistica del territorio di San Fele è di tipo naturalistica ed escursionistica. Le cascate di San Fele fanno da traino all'economia della zona. Esse si formano lungo il corso del torrente Bradano (conosciuto anche come Bradanello, per distinguerlo dal Fiume Bradano), che nasce in località Matise, per poi confluire nella Fiumara di Atella e poi nell'Ofanto. A monte dell'abitato di San Fele il torrente procede con numerose cascate, chiamate localmente anche "U uattenniere", nome dialettale della Gualchiera, macchina utilizzata in passato per follare la lana sfruttando la forza dell'acqua. Ci sono anche resti di antichi mulini ad acqua, i quali hanno cessato di funzionare negli anni '30 del XX secolo. I sentieri che conducono alle Cascate di San Fele si articolano lungo vecchie mulattiere, di cui se ne servivano coloro che abitavano in località Montagna per giungere in paese. Tra questi, il sentiero che parte dal Monte Castello (937 m s.l.m.), dal quale è possibile osservare il Vulture e la Valle di Vitalba. La cascata più alta è detta “U urtone”. Ad oggi sono accessibili al pubblico:
- cascata U Uattënniérë, da battendiere, oggi "gualchiera";
- cascata degli Innamorati, nome attribuito a seguito della miniserie televisiva sul Brigante Carmine Crocco girata a San Fele;
- cascata U Paradisë, il Paradiso;
- cascata U Urtonë, che origina da uno degli affluenti del torrente Bradano, nel vallone Corbola.

La comunità locale è impegnata in lavori di ripristino di ulteriori aree.

## Infrastrutture e trasporti

### Strade
Le principali direttrici stradali che interessano San Fele sono:
- Strada statale 93 Appulo-Lucana;
- Strada provinciale 219 Vitalba-Ofantina: collega la strada statale 401dir e la strada statale 658 al bivio San Fele;
- Strada provinciale 381.

### Mobilità urbana
Il comune è collegato tramite autolinee a diverse destinazioni, principalmente in ambito provinciale.

### Ferrovie
Il comune era servito dalla stazione di Rapone-Ruvo-San Fele, sulla ferrovia Avellino-Rocchetta Sant'Antonio.

## Amministrazione

### Gemellaggi
- Muro Lucano, dal 6 aprile 2010
- Bologna. Il 27 gennaio del 1981 venne convocata la seduta di gemellaggio a Bologna: l'iniziativa prese avvio in seguito al dramma del Terremoto del 1980. Dopo circa un mese dal tragico evento, il sindaco di Bologna, Renato Zangheri si recò nel paese terremotato per confortare la popolazione e garantire un aiuto finalizzato alla ricostruzione.
- Drummoyne, dal 1985. Il progetto è stato portato avanti da un cittadino di San Fele, emigrato negli anni '50 in Australia: Donato Di Giacomo. Drummoyne è un quartiere di Sydney.

## Sport

### Automobilismo
Dal 1995 il territorio di San Fele ospita la Prova Speciale più importante del Rally Puglia e Lucania perché la più lunga e selettiva. Questa gara costituisce il più importante appuntamento sportivo della Basilicata avendo validità per i Campionati Italiani "Trofeo Rally Terra" e "Cross Country Rally" ed il Campionato F.I.A. Central European Zone di quest'ultima specialità, riconducibile al modello DAKAR.